# Berkelland
Berkelland (uitspraakⓘ) is een gemeente in de Achterhoek - op de grens met Twente (Overijssel) - in de Nederlandse provincie Gelderland. De gemeente ligt in het stroomgebied van de Berkel. De gemeente is per 1 januari 2005 ontstaan uit een gemeentelijke herindeling van de gemeenten Borculo, Eibergen, Neede en Ruurlo. De gemeente is met 43.933 inwoners (22 november 2024, bron: CBS) de op twee na grootste in de Achterhoek.

## Kernen
Avest, Beltrum, Borculo, Brammelerbroek, Brinkmanshoek, Broeke, De Bruil, De Haar, Eibergen, Geesteren, Gelselaar, Haarlo, Heurne, Holterhoek, Hoonte, Hupsel, Leo-Stichting, Lintvelde, Lochuizen, Loo, Mallem, Neede, Noordijk, Noordijkerveld, Olden Eibergen, Rekken, Rietmolen, Ruurlo en Veldhoek.

### Topografie

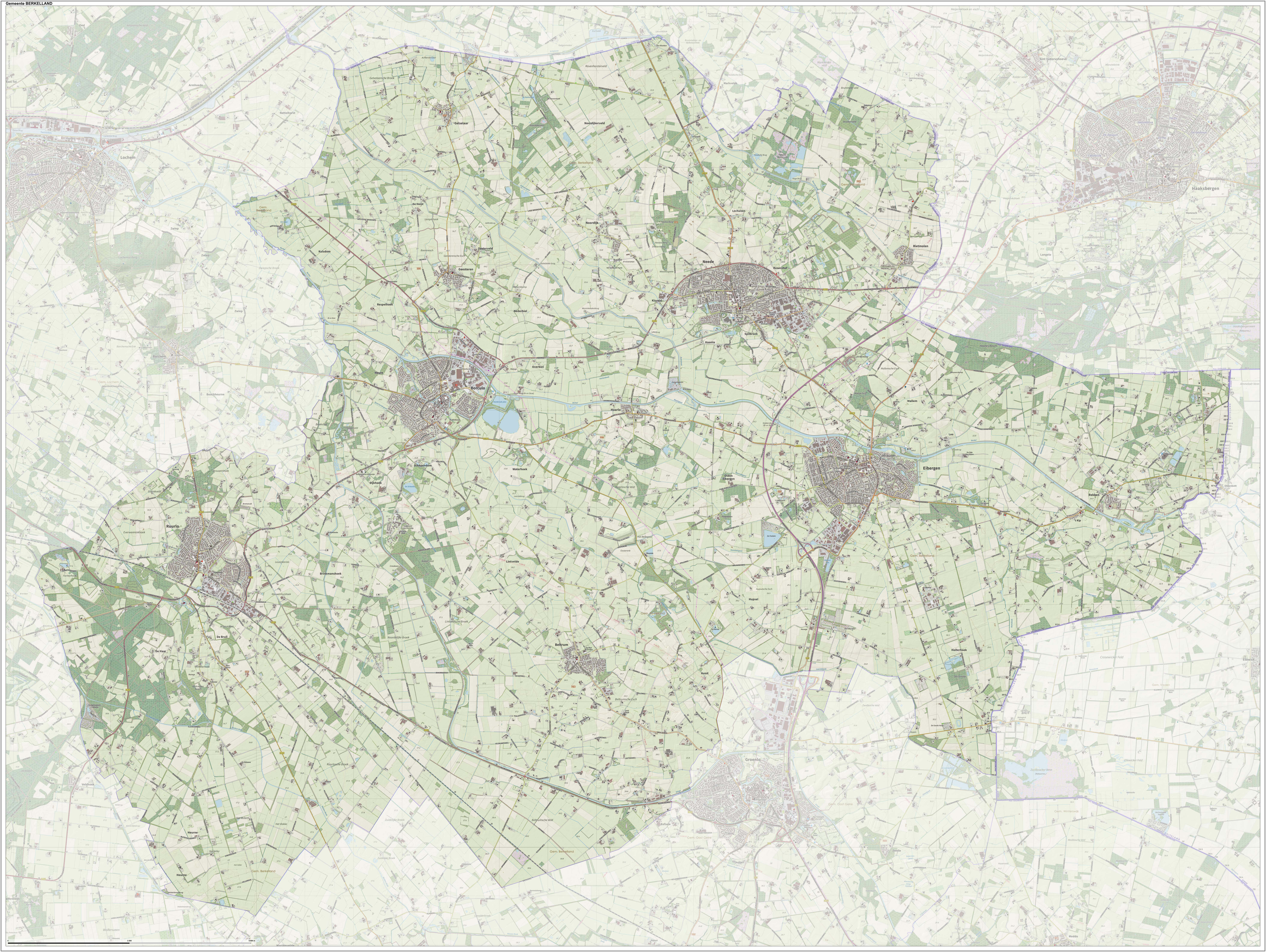
Topografische gemeentekaart van Berkelland, maart 2017

## Politiek en bestuur

### Gemeenteraad
De gemeenteraad van Berkelland bestaat uit 27 zetels. Doordat het aantal inwoners onder de 45.000 is gezakt, is de gemeenteraad in 2014 kleiner geworden. Hieronder de behaalde zetels per partij bij de gemeenteraadsverkiezingen sinds 2004. Vanwege de herindeling waren er herindelingsverkiezingen op 17 november 2004 en zijn de reguliere verkiezingen in 2006 overgeslagen.
| Gemeenteraadszetels                       | Gemeenteraadszetels | Gemeenteraadszetels | Gemeenteraadszetels | Gemeenteraadszetels | Gemeenteraadszetels |
| Partij                                    | 2004                | 2010                | 2014                | 2018                | 2022                |
| ----------------------------------------- | ------------------- | ------------------- | ------------------- | ------------------- | ------------------- |
| CDA                                       | 9                   | 6                   | 7                   | 8                   | 6                   |
| D66                                       | 2                   | 6                   | 5                   | 4                   | 5                   |
| Ondernemend Berkelland (in 2022: OBL-BBB) | -                   | 2                   | 2                   | 2                   | 5                   |
| VVD                                       | 6                   | 6                   | 3                   | 4                   | 3                   |
| PvdA                                      | 8                   | 4                   | 3                   | 2                   | 3                   |
| Gemeentebelangen Berkelland               | 3                   | 3                   | 5                   | 5                   | 2                   |
| GroenLinks                                | 1                   | 2                   | 2                   | 2                   | 2                   |
| Berkellandse Burgerpartij                 | -                   | -                   | -                   | -                   | 1                   |
| Totaal                                    | 29                  | 29                  | 27                  | 27                  | 27                  |

- In 2004 deed de LPF onder lokale leiding van Maarten Heerings mee aan de verkiezingen. Het leidde niet tot een zetel. De lokale partij is in 2006 opgeheven.[2]
- In 2014 deed oud PvdA-raadslid Jan van Doorn mee aan de verkiezingen met 'lijst 8' onder aanvoering van Henk Roverts. Het leverde geen zetel op. In 2018 wilde Van Doorn op het laatste moment ook nog meedoen, maar het lukte niet om voldoende kandidaten voor een lijst bij elkaar te krijgen.[3][4]
- In 2022 meldde oud PvdA-raadslid en wethouder Jan Zappeij zich met de Burgerbeweging Berkelland, wat uiteindelijk de Berkellandse Burgerpartij werd.[5] Hij behaalde een zetel in de gemeenteraad.
- Oud-wethouder (2010-2018) Han Boer van D66 trok zich terug als kandidaat-wethouder. In een gesprek met burgemeester Van Oostrum werd duidelijk dat een aantal ambtenaren niet zaten te wachten op zijn terugkeer. "Het heeft naar ik begrijp betrekking op mijn manier van aansturen en werken", aldus Boer in TC Tubantia.[6]
- Ondernemend Berkelland ging in 2022 een bondgenootschap aan met de landelijke politieke partij BoerBurgerBeweging.[7] Al snel na de verkiezingen van 2022 ontstond er onenigheid tussen de zittende fractieleden en de nieuw toegetreden fractieleden van de OBL-BBB.[8] De twee leden die sinds 2018 in de raad zaten, verlieten in juni 2022 de fractie en gingen verder met de nieuwe fractie Boer Burger Bedrijf Lokaal (BBBL), die gesteund werd door de partij OBL.[9][10] In juli wijzigde OBL-BBB haar naam naar BBB Berkelland, en werd een vereniging met deze naam opgericht met instemming van de landelijke BBB.[11] In augustus 2022 zegde de landelijke BBB het bondgenootschap echter op. De onenigheid in de lokale partij en het verspreiden van complottheorieën (o.a. over de Great Reset) hadden tot die beslissing geleid.[12] Na enige landelijke media-aandacht voor een 'piemelknuffelverbod'[13], herhaalde voorzitter Erik Stegink zijn woorden nog eens in augustus 2023.[14] In juli 2023 werd de BBBL-fractie hernoemd, waardoor Ondernemend Berkelland weer onder eigen naam in de raad zit.[15]
- Juni/juli 2024 heeft Fred van der Holst zich afgesplitst van Ondernemend Berkelland en gaat verder als Voor Mooi Berkelland. Ingrid van Dijk stapt op bij Gemeentebelangen en gaat verder als Lokaal Berkelland. Rudi van den Esschert stapt ook op bij Gemeentebelangen en gaat verder als Berkelland Vooruit.
- Mei 2025 splitst Bouke Winters zich af van BBB Berkelland en gaat verder als Samen Voor Berkelland.

### Regerende coalities
- 2005 - 2010: CDA, PvdA, VVD (In 2007 stapte de VVD uit de coalitie en gingen CDA en PvdA verder)
- 2010 - 2014: CDA, D66, VVD
- 2014 - 2018: CDA, D66, Gemeentebelangen
- 2018 - 2022: CDA, Gemeentebelangen, VVD
- 2022 - heden: CDA, PvdA, D66, VVD (Sinds juni 2024 is er geen coalitie meer)

### Burgemeesters en wethouders
Berkelland is op 1 januari 2005 ontstaan, de eerste maanden van dat jaar was Aaltina Evenhuis waarnemend burgemeester. Van september 2005 tot en met juni 2014 was Hein Bloemen burgemeester van Berkelland. Na diens pensionering werd Joost van Oostrum per 4 juli 2014 burgemeester. Zie de lijst van burgemeesters.
Het college van B&W wordt gevormd door burgemeester Joost van Oostrum (VVD) en de wethouders Arjen van Gijssel (CDA), Hans van der Noordt (D66), Betsy Wormgoor (PvdA) en  Gerjan Teselink (VVD).

## Monumenten
In de gemeente zijn er een aantal rijksmonumenten, gemeentelijke monumenten en oorlogsmonumenten, zie:
- Lijst van rijksmonumenten in Berkelland
- Lijst van gemeentelijke monumenten in Berkelland
- Lijst van oorlogsmonumenten in Berkelland

## Evenementen
- Have A Nice Day is een dancefestival dat in 2005 in Eibergen is ontstaan. Vanwege organisatorische problemen in Eibergen, wordt het festival sinds een aantal jaren rondom openluchttheater 't Galgenveld in Borculo gehouden.
- In Neede wordt sinds 1991 de Nationale Jammarkt gehouden.
- Jaarlijkse worden in Beltrum en Rekken grote bloemencorso's (met dahlia's) gehouden als onderdeel van de jaarlijkse kermis/zomerfeesten.

## Aangrenzende gemeenten
| Aangrenzende gemeenten | Aangrenzende gemeenten | Aangrenzende gemeenten | Aangrenzende gemeenten | Aangrenzende gemeenten |
| ---------------------- | ---------------------- | ---------------------- | ---------------------- | ---------------------- |
| Lochem                 |                        | Hof van Twente (O)     |                        | Haaksbergen (O)        |
|                        |                        |                        |                        |                        |
|                        | Vreden (D)             |                        |                        |                        |
|                        |                        |                        |                        |                        |
| Bronckhorst            |                        | Oost Gelre             |                        |                        |

Hoofdplaats: Borculo       Dorpen: Beltrum · Eibergen · Geesteren · Gelselaar · Haarlo · Neede · Noordijk · Rekken · Rietmolen · Ruurlo

Buurtschappen: Avest · Brammelerbroek · Brinkmanshoek · Broeke · De Bruil · Dijkhoek · De Haar · Heure · Heurne (deels) · Holterhoek · Hoonte · De Horst · Hupsel · Kisveld · Kulsdom · Leo-Stichting · Lintvelde · Lochuizen · Loo · Mallem · Nederbiel · Noordijkerveld · Olden Eibergen · Oosterveld · Overbiel · Respelhoek · Ruwenhof · Schependom · Spilbroek · Veldhoek (deels) · Waterhoek · Zwilbroek

Voormalige gemeenten: Beltrum · Borculo · Eibergen · Geesteren · Neede · Ruurlo
Aalten · Apeldoorn · Arnhem · Barneveld · Berg en Dal · Berkelland · Beuningen · Bronckhorst · Brummen · Buren · Culemborg · Doesburg · Doetinchem · Druten · Duiven · Ede · Elburg · Epe · Ermelo · Harderwijk · Hattem · Heerde · Heumen · Lingewaard · Lochem · Maasdriel · Montferland · Neder-Betuwe · Nijkerk · Nijmegen · Nunspeet · Oldebroek · Oost Gelre · Oude IJsselstreek · Overbetuwe · Putten · Renkum · Rheden · Rozendaal · Scherpenzeel · Tiel · Voorst · Wageningen · West Betuwe · West Maas en Waal · Westervoort · Wijchen · Winterswijk · Zaltbommel · Zevenaar · Zutphen
Steden en dorpen · Voormalige gemeenten · Nederland: Provincies · Gemeenten